# Elezioni politiche in Italia del 1994 per circoscrizione (Camera dei deputati)
Le elezioni politiche in Italia del 1994 nelle circoscrizioni della Camera dei deputati videro i seguenti risultati.

## Risultati

### Circoscrizione Piemonte 1
| Coalizioni         | Coalizioni         | Liste  | Liste                                | Proporzionale | Proporzionale | Proporzionale | Maggioritario | Maggioritario | Maggioritario |
| Coalizioni         | Coalizioni         | Liste  | Liste                                | Voti          | %             | Seggi         | Voti          | %             | Seggi         |
| ------------------ | ------------------ | ------ | ------------------------------------ | ------------- | ------------- | ------------- | ------------- | ------------- | ------------- |
| Polo delle Libertà | Polo delle Libertà |        | Forza Italia                         | 415.161       | 25,79         | 1             | 640.592       | 40,12         | 14            |
| Polo delle Libertà | Polo delle Libertà |        | Lega Nord                            | 190.660       | 11,84         | 1             | 640.592       | 40,12         | 14            |
| Progressisti       | Progressisti       |        | Partito Democratico della Sinistra   | 321.723       | 19,98         | 2             | 544.256       | 34,09         | 5             |
| Progressisti       | Progressisti       |        | Partito della Rifondazione Comunista | 95.236        | 5,92          | -             | 544.256       | 34,09         | 5             |
| Progressisti       | Progressisti       |        | La Rete                              | 54.105        | 3,36          | -             | 544.256       | 34,09         | 5             |
| Progressisti       | Progressisti       |        | Federazione dei Verdi                | 36.142        | 2,25          | -             | 544.256       | 34,09         | 5             |
| Progressisti       | Progressisti       |        | Alleanza Democratica                 | 26.665        | 1,66          | -             | 544.256       | 34,09         | 5             |
| Progressisti       | Progressisti       |        | Partito Socialista Italiano          | 26.190        | 1,63          | -             | 544.256       | 34,09         | 5             |
| Patto per l'Italia | Patto per l'Italia |        | Partito Popolare Italiano            | 164.012       | 10,19         | 1             | 211.675       | 13,26         | -             |
| Altri              | Altri              |        | Alleanza Nazionale                   | 145.089       | 9,01          | 1             | 161.253       | 10,10         | -             |
| Altri              | Altri              |        | Lista Pannella - Riformatori         | 81.840        | 5,08          | -             | 9.958         | 0,62          | -             |
| Altri              | Altri              |        | Verdi Verdi                          | 32.832        | 2,04          | -             | 18.678        | 1,17          | -             |
| Altri              | Altri              |        | Lega per il Piemonte                 | 15.118        | 0,94          | -             | 7.578         | 0,47          | -             |
| Altri              | Altri              |        | Rinnovamento                         | 5.080         | 0,32          | -             | 2.699         | 0,17          | -             |
| Totale             | Totale             | Totale | Totale                               | 1.609.853     |               | 6             | 1.596.689     |               | 19            |

### Circoscrizione Piemonte 2
|                               | Forza Italia                         | 405 239   | 27,32 | 1 | 726 649   | 49,07 | 17 |  |  |
|                               | Lega Nord                            | 294 119   | 19,83 | 1 | 726 649   | 49,07 | 17 |  |  |
|                               | Partito Democratico della Sinistra   | 193 503   | 13,05 | 1 | 354 360   | 23,93 | –  |  |  |
|                               | Partito della Rifondazione Comunista | 85 436    | 5,76  | 1 | 354 360   | 23,93 | –  |  |  |
|                               | Federazione dei Verdi                | 47 693    | 3,22  | – | 354 360   | 23,93 | –  |  |  |
|                               | Partito Socialista Italiano          | 24 994    | 1,69  | – | 354 360   | 23,93 | –  |  |  |
|                               | Alleanza Democratica                 | 24 442    | 1,65  | – | 354 360   | 23,93 | –  |  |  |
|                               | La Rete                              | 15 954    | 1,08  | – | 354 360   | 23,93 | –  |  |  |
|                               | Partito Popolare Italiano            | 205 588   | 13,86 | 1 | 244 732   | 16,53 | –  |  |  |
|                               | Alleanza Nazionale                   | 110 764   | 7,47  | 1 | 113 369   | 7,66  | –  |  |  |
|                               | Lista Pannella - Riformatori         | 75 503    | 5,09  | – | 33 552    | 2,27  | –  |  |  |
|                               | Lega per il Piemonte                 | 0         | 0,00  | – | 8 203     | 0,55  | –  |  |  |
| Totale                        | Totale                               | 1 483 235 | 100   | 6 | 1 480 865 | 100   | 17 |  |  |
|                               |                                      |           |       |   |           |       |    |  |  |
| Fonte: Ministero dell'interno |                                      |           |       |   |           |       |    |  |  |

### Circoscrizione Lombardia 1
|                               | Forza Italia                         | 787 453   | 28,15 | 2  | 1 464 524 | 52,99 | 31 |  |  |
|                               | Lega Nord                            | 485 958   | 17,37 | 1  | 1 464 524 | 52,99 | 31 |  |  |
|                               | Partito Democratico della Sinistra   | 416 909   | 14,90 | 3  | 766 924   | 27,75 | –  |  |  |
|                               | Partito della Rifondazione Comunista | 158 749   | 5,67  | 1  | 766 924   | 27,75 | –  |  |  |
|                               | Federazione dei Verdi                | 78 987    | 2,82  | –  | 766 924   | 27,75 | –  |  |  |
|                               | Alleanza Democratica                 | 50 318    | 1,80  | –  | 766 924   | 27,75 | –  |  |  |
|                               | La Rete                              | 46 966    | 1,68  | –  | 766 924   | 27,75 | –  |  |  |
|                               | Partito Socialista Italiano          | 35 296    | 1,26  | –  | 766 924   | 27,75 | –  |  |  |
|                               | Partito Popolare Italiano            | 232 741   | 8,32  | 1  | 299 729   | 10,84 | –  |  |  |
|                               | Patto Segni                          | 122 703   | 4,39  | 1  | 299 729   | 10,84 | –  |  |  |
|                               | Alleanza Nazionale                   | 178 007   | 6,36  | 1  | 195 894   | 7,09  | –  |  |  |
|                               | Lista Pannella - Riformatori         | 156 610   | 5,60  | –  | 33 347    | 1,21  | –  |  |  |
|                               | Lega Alpina Lumbarda                 | 31 410    | 1,12  | –  | 2 012     | 0,07  | –  |  |  |
|                               | Lega Angela Bossi                    | 15 234    | 0,54  | –  | 0         | 0,00  | –  |  |  |
|                               | Rinnovamento                         | 0         | 0,00  | –  | 801       | 0,03  | –  |  |  |
|                               | Partito di Centro                    | 0         | 0,00  | –  | 774       | 0,03  | –  |  |  |
| Totale                        | Totale                               | 2 797 341 | 100   | 10 | 2 764 005 | 100   | 31 |  |  |
|                               |                                      |           |       |    |           |       |    |  |  |
| Fonte: Ministero dell'interno |                                      |           |       |    |           |       |    |  |  |

### Circoscrizione Lombardia 2
|                               | Lega Nord                            | 783 808   | 28,19 | 2  | 1 590 761 | 57,80 | 32 |  |  |
|                               | Forza Italia                         | 655 899   | 23,59 | 2  | 1 590 761 | 57,80 | 32 |  |  |
|                               | Partito Democratico della Sinistra   | 250 864   | 9,02  | 2  | 486 645   | 17,68 | –  |  |  |
|                               | Partito della Rifondazione Comunista | 112 905   | 4,06  | 1  | 486 645   | 17,68 | –  |  |  |
|                               | Federazione dei Verdi                | 64 441    | 2,32  | –  | 486 645   | 17,68 | –  |  |  |
|                               | Partito Socialista Italiano          | 33 594    | 1,21  | –  | 486 645   | 17,68 | –  |  |  |
|                               | La Rete                              | 31 819    | 1,14  | –  | 486 645   | 17,68 | –  |  |  |
|                               | Partito Popolare Italiano            | 365 518   | 13,15 | 2  | 478 206   | 17,38 | –  |  |  |
|                               | Patto Segni                          | 152 326   | 5,48  | 1  | 478 206   | 17,38 | –  |  |  |
|                               | Alleanza Nazionale                   | 140 980   | 5,07  | 1  | 170 685   | 6,20  | –  |  |  |
|                               | Lista Pannella - Riformatori         | 100 607   | 3,62  | –  | 25 947    | 0,94  | –  |  |  |
|                               | Lega Alpina Lumbarda                 | 87 817    | 3,16  | –  | 0         | 0,00  | –  |  |  |
| Totale                        | Totale                               | 2 780 548 | 100   | 11 | 2 752 244 | 100   | 32 |  |  |
|                               |                                      |           |       |    |           |       |    |  |  |
| Fonte: Ministero dell'interno |                                      |           |       |    |           |       |    |  |  |

### Circoscrizione Lombardia 3
| Coalizioni                   | Liste                                | Proporzionale | Proporzionale | Proporzionale | Maggioritario | Maggioritario | Maggioritario |
| Coalizioni                   | Liste                                | Voti          | %             | Seggi         | Voti          | %             | Seggi         |
| ---------------------------- | ------------------------------------ | ------------- | ------------- | ------------- | ------------- | ------------- | ------------- |
| Polo delle Libertà           | Forza Italia                         | 274.530       | 26,64         | 1             | 517.811       | 51,29         | 10            |
| Polo delle Libertà           | Lega Nord                            | 192.266       | 18,65         | 1             | 517.811       | 51,29         | 10            |
| Progressisti                 | Partito Democratico della Sinistra   | 189.989       | 18,43         | 1             | 290.701       | 28,79         | 1             |
| Progressisti                 | Partito della Rifondazione Comunista | 66.869        | 6,49          | -             | 290.701       | 28,79         | 1             |
| Progressisti                 | Partito Socialista Italiano          | 21.559        | 2,09          | -             | 290.701       | 28,79         | 1             |
| Progressisti                 | Alleanza Democratica                 | 13.200        | 1,28          | -             | 290.701       | 28,79         | 1             |
| Progressisti                 | La Rete                              | 9.129         | 0,89          | -             | 290.701       | 28,79         | 1             |
| Patto per l'Italia           | Partito Popolare Italiano            | 140.546       | 13,64         | 1             | 112.615       | 11,15         | -             |
| Alleanza Nazionale           | Alleanza Nazionale                   | 61.145        | 5,93          | -             | 66.086        | 6,55          | -             |
| Lista Pannella - Riformatori | Lista Pannella - Riformatori         | 43.898        | 4,26          | -             | 22.412        | 2,22          | -             |
| Lega Alpina Lumbarda         | Lega Alpina Lumbarda                 | 17.555        | 1,70          | -             | N.D.          | N.D.          | N.D.          |
| Totale                       | Totale                               | 1.030.686     |               | 4             | 1.009.625     |               | 11            |

### Circoscrizione Trentino-Alto Adige
| Coalizioni                            | Liste                                 | Proporzionale | Proporzionale | Proporzionale | Maggioritario | Maggioritario | Maggioritario |
| Coalizioni                            | Liste                                 | Voti          | %             | Seggi         | Voti          | %             | Seggi         |
| ------------------------------------- | ------------------------------------- | ------------- | ------------- | ------------- | ------------- | ------------- | ------------- |
| Südtiroler Volkspartei                | Südtiroler Volkspartei                | 231.842       | 36,77         | -             | 188.017       | 30,49         | 3             |
| Polo delle Libertà                    | Forza Italia                          | 98.203        | 15,58         | 1             | 127.847       | 20,74         | 4             |
| Polo delle Libertà                    | Lega Nord                             | 47.572        | 7,55          | -             | 127.847       | 20,74         | 4             |
| Progressisti                          | Partito Democratico della Sinistra    | 41.645        | 6,61          | -             | 57.925        | 9,39          | -             |
| Progressisti                          | Federazione dei Verdi                 | 28.214        | 4,48          | -             | 57.925        | 9,39          | -             |
| Progressisti                          | La Rete                               | 15.954        | 2,53          | -             | 57.925        | 9,39          | -             |
| Progressisti                          | Partito della Rifondazione Comunista  | 14.406        | 2,29          | -             | 57.925        | 9,39          | -             |
| Progressisti                          | Partito Socialista Italiano           | 5.675         | 0,90          | -             | 57.925        | 9,39          | -             |
| Patto per l'Italia                    | Partito Popolare Italiano             | 73.245        | 11,62         | 1             | 70.346        | 11,41         | -             |
| Alleanza Nazionale                    | Alleanza Nazionale                    | 56.590        | 8,98          | -             | 62.022        | 10,06         | 1             |
| Autonomia Democratica Altoatesina     | Autonomia Democratica Altoatesina     | 12.898        | 2,05          | -             | 45.409        | 7,36          | -             |
| Partito della Legge Naturale          | Partito della Legge Naturale          | 4.215         | 0,67          | -             | 6.046         | 0,98          | -             |
| Partito Autonomista Trentino Tirolese | Partito Autonomista Trentino Tirolese | N.D.          | N.D.          | N.D.          | 58.962        | 9,56          | -             |
| Totale                                | Totale                                | 630.459       |               | 2             | 616.574       |               | 8             |

### Circoscrizione Veneto 1
| Coalizioni                          | Liste                                | Proporzionale | Proporzionale | Proporzionale | Maggioritario | Maggioritario | Maggioritario |
| Coalizioni                          | Liste                                | Voti          | %             | Seggi         | Voti          | %             | Seggi         |
| ----------------------------------- | ------------------------------------ | ------------- | ------------- | ------------- | ------------- | ------------- | ------------- |
| Polo delle Libertà                  | Forza Italia                         | 445.576       | 23,19         | 1             | 920.716       | 48,12         | 22            |
| Polo delle Libertà                  | Lega Nord                            | 399.481       | 20,80         | 1             | 920.716       | 48,12         | 22            |
| Progressisti                        | Partito Democratico della Sinistra   | 208.083       | 10,83         | 1             | 395.313       | 20,70         | -             |
| Progressisti                        | Partito della Rifondazione Comunista | 75.396        | 3,92          | 1             | 395.313       | 20,70         | -             |
| Progressisti                        | Federazione dei Verdi                | 66.290        | 3,45          | -             | 395.313       | 20,70         | -             |
| Progressisti                        | Alleanza Democratica                 | 25.288        | 1,32          | -             | 395.313       | 20,70         | -             |
| Progressisti                        | Partito Socialista Italiano          | 24.359        | 1,27          | -             | 395.313       | 20,70         | -             |
| Patto per l'Italia                  | Partito Popolare Italiano            | 290.720       | 15,13         | 2             | 389.752       | 20,41         | -             |
| Patto per l'Italia                  | Patto Segni                          | 151.420       | 7,88          | 1             | 389.752       | 20,41         | -             |
| Alleanza Nazionale                  | Alleanza Nazionale                   | 160.079       | 8,33          | 1             | 163.929       | 8,58          | -             |
| Lega Autonomia Veneta               | Lega Autonomia Veneta                | 54.962        | 2,86          | -             | 21.595        | 1,13          | -             |
| Iniziativa dei Popolari Democratici | Iniziativa dei Popolari Democratici  | 11.247        | 0,59          | -             | 13.255        | 0,69          | -             |
| Partito della Legge Naturale        | Partito della Legge Naturale         | 8.119         | 0,42          | -             | 5.109         | 0,27          | -             |
| Totale                              | Totale                               | 1.921.020     |               | 8             | 1.909.669     |               | 22            |

### Circoscrizione Veneto 2
| Coalizioni            | Liste                                | Proporzionale | Proporzionale | Proporzionale | Maggioritario | Maggioritario | Maggioritario |
| Coalizioni            | Liste                                | Voti          | %             | Seggi         | Voti          | %             | Seggi         |
| --------------------- | ------------------------------------ | ------------- | ------------- | ------------- | ------------- | ------------- | ------------- |
| Polo delle Libertà    | Forza Italia                         | 317.671       | 24,27         | 1             | 614.339       | 47,24         | 14            |
| Polo delle Libertà    | Lega Nord                            | 299.441       | 22,88         | 1             | 614.339       | 47,24         | 14            |
| Progressisti          | Partito Democratico della Sinistra   | 185.399       | 14,16         | 1             | 317.770       | 24,44         | 1             |
| Progressisti          | Partito della Rifondazione Comunista | 68.164        | 5,21          | -             | 317.770       | 24,44         | 1             |
| Progressisti          | Federazione dei Verdi                | 57.705        | 4,41          | -             | 317.770       | 24,44         | 1             |
| Progressisti          | Partito Socialista Italiano          | 29.481        | 2,25          | -             | 317.770       | 24,44         | 1             |
| Patto per l'Italia    | Partito Popolare Italiano            | 212.529       | 16,24         | 1             | 216.586       | 16,55         | -             |
| Alleanza Nazionale    | Alleanza Nazionale                   | 89.715        | 6,85          | 1             | 95.128        | 7,32          | -             |
| Lega Autonomia Veneta | Lega Autonomia Veneta                | 48.802        | 3,73          | -             | 56.619        | 4,35          | -             |
| Totale                | Totale                               | 1.308.907     |               | 5             | 1.300.442     |               | 15            |

### Circoscrizione Friuli-Venezia Giulia
| Coalizioni                   | Liste                                | Proporzionale | Proporzionale | Proporzionale | Maggioritario | Maggioritario | Maggioritario |
| Coalizioni                   | Liste                                | Voti          | %             | Seggi         | Voti          | %             | Seggi         |
| ---------------------------- | ------------------------------------ | ------------- | ------------- | ------------- | ------------- | ------------- | ------------- |
| Polo delle Libertà           | Forza Italia                         | 215.509       | 24,27         | -             | 398.904       | 45,38         | 10            |
| Polo delle Libertà           | Lega Nord                            | 150.250       | 16,92         | -             | 398.904       | 45,38         | 10            |
| Progressisti                 | Partito Democratico della Sinistra   | 106.799       | 12,03         | 1             | 214.186       | 24,37         | -             |
| Progressisti                 | Partito della Rifondazione Comunista | 53.411        | 6,01          | -             | 214.186       | 24,37         | -             |
| Progressisti                 | Federazione dei Verdi                | 36.037        | 4,06          | -             | 214.186       | 24,37         | -             |
| Progressisti                 | Partito Socialista Italiano          | 15.726        | 1,77          | -             | 214.186       | 24,37         | -             |
| Patto per l'Italia           | Partito Popolare Italiano            | 138.867       | 15,64         | 1             | 134.880       | 15,34         | -             |
| Alleanza Nazionale           | Alleanza Nazionale                   | 125.853       | 14,17         | 1             | 111.674       | 12,70         | -             |
| Lista Pannella - Riformatori | Lista Pannella - Riformatori         | 39.345        | 4,43          | -             | 13.009        | 1,48          | -             |
| Partito della Legge Naturale | Partito della Legge Naturale         | 6.196         | 0,70          | -             | 4.998         | 0,57          | -             |
| La Gente                     | La Gente                             | N.D.          | N.D.          | N.D.          | 1.349         | 0,15          | -             |
| Totale                       | Totale                               | 887.993       |               | 3             | 879.000       |               | 10            |

### Circoscrizione Liguria
| Coalizioni                   | Liste                                | Proporzionale | Proporzionale | Proporzionale | Maggioritario | Maggioritario | Maggioritario |
| Coalizioni                   | Liste                                | Voti          | %             | Seggi         | Voti          | %             | Seggi         |
| ---------------------------- | ------------------------------------ | ------------- | ------------- | ------------- | ------------- | ------------- | ------------- |
| Polo delle Libertà           | Forza Italia                         | 277.143       | 22,56         | 1             | 458.578       | 37,85         | 7             |
| Polo delle Libertà           | Lega Nord                            | 139.946       | 11,39         | 1             | 458.578       | 37,85         | 7             |
| Progressisti                 | Partito Democratico della Sinistra   | 273.350       | 22,25         | 2             | 447.618       | 36,95         | 7             |
| Progressisti                 | Partito della Rifondazione Comunista | 100.176       | 8,15          | -             | 447.618       | 36,95         | 7             |
| Progressisti                 | Federazione dei Verdi                | 32.554        | 2,65          | -             | 447.618       | 36,95         | 7             |
| Progressisti                 | Partito Socialista Italiano          | 21.317        | 1,73          | -             | 447.618       | 36,95         | 7             |
| Progressisti                 | Alleanza Democratica                 | 17.465        | 1,42          | -             | 447.618       | 36,95         | 7             |
| Progressisti                 | La Rete                              | 11.865        | 0,97          | -             | 447.618       | 36,95         | 7             |
| Patto per l'Italia           | Partito Popolare Italiano            | 98.660        | 8,03          | 1             | 173.271       | 14,30         |               |
| Patto per l'Italia           | Patto Segni                          | 72.994        | 5,94          | -             | 173.271       | 14,30         |               |
| Alleanza Nazionale           | Alleanza Nazionale                   | 98.745        | 8,04          | 1             | 106.123       | 8,76          | -             |
| Lista Pannella - Riformatori | Lista Pannella - Riformatori         | 68.808        | 5,60          | -             | 24.790        | 2,05          | -             |
| Partito Pensionati           | Partito Pensionati                   | 15.671        | 1,28          | -             | N.D.          | N.D.          | N.D.          |
| Rinnovamento                 | Rinnovamento                         | N.D.          | N.D.          | N.D.          | 1.037         | 0,09          | -             |
| Totale                       | Totale                               | 1.228.694     |               | 6             | 1.211.417     |               | 14            |

### Circoscrizione Emilia-Romagna
| Coalizioni                      | Liste                                | Proporzionale | Proporzionale | Proporzionale | Maggioritario | Maggioritario | Maggioritario |
| Coalizioni                      | Liste                                | Voti          | %             | Seggi         | Voti          | %             | Seggi         |
| ------------------------------- | ------------------------------------ | ------------- | ------------- | ------------- | ------------- | ------------- | ------------- |
| Progressisti                    | Partito Democratico della Sinistra   | 1.116.247     | 36,55         | 3             | 1.460.888     | 48,66         | 29            |
| Progressisti                    | Partito della Rifondazione Comunista | 201.190       | 6,59          | 1             | 1.460.888     | 48,66         | 29            |
| Progressisti                    | Federazione dei Verdi                | 81.586        | 2,67          | -             | 1.460.888     | 48,66         | 29            |
| Progressisti                    | Partito Socialista Italiano          | 52.092        | 1,71          | -             | 1.460.888     | 48,66         | 29            |
| Progressisti                    | Alleanza Democratica                 | 35.260        | 1,15          | -             | 1.460.888     | 48,66         | 29            |
| Progressisti                    | La Rete                              | 25.155        | 0,82          | -             | 1.460.888     | 48,66         | 29            |
| Polo delle Libertà              | Forza Italia                         | 503.318       | 16,48         | 2             | 791.589       | 26,37         | 3             |
| Polo delle Libertà              | Lega Nord                            | 195.265       | 6,39          | 1             | 791.589       | 26,37         | 3             |
| Patto per l'Italia              | Partito Popolare Italiano            | 253.625       | 8,30          | 1             | 425.816       | 14,18         | -             |
| Patto per l'Italia              | Patto Segni                          | 177.249       | 5,80          | -             | 425.816       | 14,18         | -             |
| Alleanza Nazionale              | Alleanza Nazionale                   | 274.555       | 8,99          | 1             | 269.342       | 8,97          | -             |
| Lista Pannella - Riformatori    | Lista Pannella - Riformatori         | 117.187       | 3,84          | -             | 51.555        | 1,72          | -             |
| Socialdemocrazia per le Libertà | Socialdemocrazia per le Libertà      | 13.577        | 0,44          | -             | 3.140         | 0,10          | -             |
| Partito Democratico             | Partito Democratico                  | 7.675         | 0,25          | -             | N.D.          | N.D.          | N.D.          |
| Totale                          | Totale                               | 3.053.981     |               | 9             | 3.002.330     |               | 32            |

### Circoscrizione Toscana
| Coalizioni                      | Liste                                | Proporzionale | Proporzionale | Proporzionale | Maggioritario | Maggioritario | Maggioritario |
| Coalizioni                      | Liste                                | Voti          | %             | Seggi         | Voti          | %             | Seggi         |
| ------------------------------- | ------------------------------------ | ------------- | ------------- | ------------- | ------------- | ------------- | ------------- |
| Progressisti                    | Partito Democratico della Sinistra   | 882.223       | 33,65         | 3             | 1.273.338     | 49,57         | 29            |
| Progressisti                    | Partito della Rifondazione Comunista | 265.490       | 10,13         | 1             | 1.273.338     | 49,57         | 29            |
| Progressisti                    | Partito Socialista Italiano          | 66.578        | 2,54          | -             | 1.273.338     | 49,57         | 29            |
| Progressisti                    | Federazione dei Verdi                | 61.951        | 2,36          | -             | 1.273.338     | 49,57         | 29            |
| Progressisti                    | Alleanza Democratica                 | 35.696        | 1,36          | -             | 1.273.338     | 49,57         | 29            |
| Progressisti                    | La Rete                              | 35.246        | 1,34          | -             | 1.273.338     | 49,57         | 29            |
| Polo delle Libertà              | Forza Italia                         | 430.097       | 16,41         | 3             | 515.410       | 20,07         | -             |
| Polo delle Libertà              | Lega Nord                            | 56.482        | 2,15          | 1             | 515.410       | 20,07         | -             |
| Patto per l'Italia              | Partito Popolare Italiano            | 217.813       | 8,31          | 1             | 363.804       | 14,16         | -             |
| Patto per l'Italia              | Patto Segni                          | 156.254       | 5,96          | 1             | 363.804       | 14,16         | -             |
| Alleanza Nazionale              | Alleanza Nazionale                   | 285.603       | 10,89         | 1             | 319.344       | 12,43         | -             |
| Lista Pannella - Riformatori    | Lista Pannella - Riformatori         | 99.024        | 3,78          | -             | 56.614        | 2,20          | -             |
| Socialdemocrazia per le Libertà | Socialdemocrazia per le Libertà      | 18.902        | 0,72          | -             | 20.684        | 0,81          | -             |
| Insieme per lo Sviluppo         | Insieme per lo Sviluppo              | 10.282        | 0,39          | -             | 12.535        | 0,49          | -             |
| Partito per la Libertà          | Partito per la Libertà               | N.D.          | N.D.          | N.D.          | 4.887         | 0,19          | -             |
| Rinnovamento                    | Rinnovamento                         | N.D.          | N.D.          | N.D.          | 1.013         | 0,04          | -             |
| Rinascita Socialista            | Rinascita Socialista                 | N.D.          | N.D.          | N.D.          | 975           | 0,04          | -             |
| Totale                          | Totale                               | 2.621.641     |               | 11            | 2.568.604     |               | 29            |

### Circoscrizione Umbria
| Coalizioni                      | Liste                                | Proporzionale | Proporzionale | Proporzionale | Maggioritario | Maggioritario | Maggioritario |
| Coalizioni                      | Liste                                | Voti          | %             | Seggi         | Voti          | %             | Seggi         |
| ------------------------------- | ------------------------------------ | ------------- | ------------- | ------------- | ------------- | ------------- | ------------- |
| Progressisti                    | Partito Democratico della Sinistra   | 211.791       | 35,68         | -             | 279.203       | 48,22         | 7             |
| Progressisti                    | Partito della Rifondazione Comunista | 52.657        | 8,87          | -             | 279.203       | 48,22         | 7             |
| Progressisti                    | Partito Socialista Italiano          | 15.972        | 2,69          | -             | 279.203       | 48,22         | 7             |
| Progressisti                    | Federazione dei Verdi                | 14.078        | 2,37          | -             | 279.203       | 48,22         | 7             |
| Progressisti                    | Alleanza Democratica                 | 8.219         | 1,38          | -             | 279.203       | 48,22         | 7             |
| Progressisti                    | La Rete                              | 4.593         | 0,77          | -             | 279.203       | 48,22         | 7             |
| Polo del Buon Governo           | Alleanza Nazionale                   | 98.188        | 16,54         | 1             | 209.288       | 36,14         | -             |
| Polo del Buon Governo           | Forza Italia                         | 90.648        | 15,27         | 1             | 209.288       | 36,14         | -             |
| Patto per l'Italia              | Partito Popolare Italiano            | 58.772        | 9,90          | -             | 90.571        | 15,64         | -             |
| Patto per l'Italia              | Patto Segni                          | 34.961        | 5,89          | -             | 90.571        | 15,64         | -             |
| Socialdemocrazia per le Libertà | Socialdemocrazia per le Libertà      | 3.748         | 0,63          | -             | N.D.          | N.D.          | N.D.          |
| Totale                          | Totale                               | 593.627       |               | 2             | 579.062       |               | 7             |

### Circoscrizione Marche
| Coalizioni         | Liste                                | Proporzionale | Proporzionale | Proporzionale | Maggioritario | Maggioritario | Maggioritario |
| Coalizioni         | Liste                                | Voti          | %             | Seggi         | Voti          | %             | Seggi         |
| ------------------ | ------------------------------------ | ------------- | ------------- | ------------- | ------------- | ------------- | ------------- |
| Progressisti       | Partito Democratico della Sinistra   | 294.477       | 28,94         | 1             | 426.374       | 42,52         | 12            |
| Progressisti       | Partito della Rifondazione Comunista | 88.557        | 8,70          | -             | 426.374       | 42,52         | 12            |
| Progressisti       | Federazione dei Verdi                | 37.260        | 3,66          | -             | 426.374       | 42,52         | 12            |
| Progressisti       | Partito Socialista Italiano          | 24.394        | 2,40          | -             | 426.374       | 42,52         | 12            |
| Progressisti       | Alleanza Democratica                 | 22.298        | 2,19          | -             | 426.374       | 42,52         | 12            |
| Progressisti       | La Rete                              | 15.913        | 1,56          | -             | 426.374       | 42,52         | 12            |
| Forza Italia       | Forza Italia                         | 200.454       | 19,70         | 1             | 178.293       | 17,78         | -             |
| Patto per l'Italia | Partito Popolare Italiano            | 174.656       | 17,16         | 1             | 217.899       | 21,73         | -             |
| Alleanza Nazionale | Alleanza Nazionale                   | 159.526       | 15,68         | 1             | 180.250       | 17,97         | -             |
| Totale             | Totale                               | 1.017.535     |               | 4             | 1.002.816     |               | 12            |

### Circoscrizione Lazio 1
| Coalizioni                                     | Liste                                          | Proporzionale | Proporzionale | Proporzionale | Maggioritario | Maggioritario | Maggioritario |
| Coalizioni                                     | Liste                                          | Voti          | %             | Seggi         | Voti          | %             | Seggi         |
| ---------------------------------------------- | ---------------------------------------------- | ------------- | ------------- | ------------- | ------------- | ------------- | ------------- |
| Polo del Buon Governo                          | Alleanza Nazionale                             | 708.169       | 25,97         | 1             | 1.266.561     | 47,35         | 29            |
| Polo del Buon Governo                          | Forza Italia                                   | 525.066       | 19,25         | -             | 1.266.561     | 47,35         | 29            |
| Progressisti                                   | Partito Democratico della Sinistra             | 663.724       | 24,34         | 4             | 1.065.095     | 39,82         | 3             |
| Progressisti                                   | Partito della Rifondazione Comunista           | 173.312       | 6,35          | 2             | 1.065.095     | 39,82         | 3             |
| Progressisti                                   | Federazione dei Verdi                          | 95.815        | 3,51          | -             | 1.065.095     | 39,82         | 3             |
| Progressisti                                   | Alleanza Democratica                           | 45.596        | 1,67          | -             | 1.065.095     | 39,82         | 3             |
| Progressisti                                   | Partito Socialista Italiano                    | 36.621        | 1,34          | -             | 1.065.095     | 39,82         | 3             |
| Progressisti                                   | La Rete                                        | 23.287        | 0,85          | -             | 1.065.095     | 39,82         | 3             |
| Patto per l'Italia                             | Partito Popolare Italiano                      | 172.680       | 6,33          | 1             | 298.939       | 11,18         | -             |
| Patto per l'Italia                             | Patto Segni                                    | 153.674       | 5,63          | 2             | 298.939       | 11,18         | -             |
| Lista Pannella - Riformatori                   | Lista Pannella - Riformatori                   | 108.552       | 3,98          | -             | 23.240        | 0,87          | -             |
| Socialdemocrazia per le Libertà                | Socialdemocrazia per le Libertà                | 9.375         | 0,34          | -             | N.D.          | N.D.          | N.D.          |
| Partito della Legge Naturale                   | Partito della Legge Naturale                   | 6.024         | 0,22          | -             | N.D.          | N.D.          | N.D.          |
| Movimento Europeo Liberale Cristiano           | Movimento Europeo Liberale Cristiano           | 2.745         | 0,10          | -             | 4.858         | 0,18          | -             |
| Alleanza per i Castelli                        | Alleanza per i Castelli                        | 2.737         | 0,10          | -             | 7.746         | 0,29          | -             |
| Verdi Federalisti                              | Verdi Federalisti                              | N.D.          | N.D.          | N.D.          | 3.705         | 0,14          | -             |
| Movimento Autonomo di Solidarietà e Democrazia | Movimento Autonomo di Solidarietà e Democrazia | N.D.          | N.D.          | N.D.          | 3.449         | 0,13          | -             |
| Vivere Insieme                                 | Vivere Insieme                                 | N.D.          | N.D.          | N.D.          | 1.111         | 0,04          | -             |
| Totale                                         | Totale                                         | 2.727.377     |               | 10            | 2.674.704     |               | 32            |

### Circoscrizione Lazio 2
| Coalizioni                      | Liste                                | Proporzionale | Proporzionale | Proporzionale | Maggioritario | Maggioritario | Maggioritario |
| Coalizioni                      | Liste                                | Voti          | %             | Seggi         | Voti          | %             | Seggi         |
| ------------------------------- | ------------------------------------ | ------------- | ------------- | ------------- | ------------- | ------------- | ------------- |
| Polo del Buon Governo           | Forza Italia                         | 228.047       | 24,26         | 1             | 459.256       | 49,02         | 11            |
| Polo del Buon Governo           | Alleanza Nazionale                   | 217.543       | 23,14         | -             | 459.256       | 49,02         | 11            |
| Progressisti                    | Partito Democratico della Sinistra   | 191.808       | 20,40         | 1             | 291.059       | 31,07         | -             |
| Progressisti                    | Partito della Rifondazione Comunista | 68.675        | 7,31          | -             | 291.059       | 31,07         | -             |
| Progressisti                    | Partito Socialista Italiano          | 27.362        | 2,91          | -             | 291.059       | 31,07         | -             |
| Progressisti                    | Alleanza Democratica                 | 18.731        | 1,99          | -             | 291.059       | 31,07         | -             |
| Patto per l'Italia              | Partito Popolare Italiano            | 137.018       | 14,58         | 1             | 148.695       | 15,87         | -             |
| Lista Pannella - Riformatori    | Lista Pannella - Riformatori         | 39.793        | 4,23          | -             | 22.014        | 2,35          | -             |
| Movimento Cristiano Democratico | Movimento Cristiano Democratico      | 11.036        | 1,17          | -             | 15.877        | 1,69          | -             |
| Totale                          | Totale                               | 940.013       |               | 3             | 936.901       |               | 11            |

### Circoscrizione Abruzzo
| Coalizioni                               | Liste                                    | Proporzionale | Proporzionale | Proporzionale | Maggioritario | Maggioritario | Maggioritario |
| Coalizioni                               | Liste                                    | Voti          | %             | Seggi         | Voti          | %             | Seggi         |
| ---------------------------------------- | ---------------------------------------- | ------------- | ------------- | ------------- | ------------- | ------------- | ------------- |
| Progressisti                             | Partito Democratico della Sinistra       | 170.387       | 20,16         | -             | 282.488       | 33,57         | 10            |
| Progressisti                             | Partito della Rifondazione Comunista     | 62.323        | 7,38          | -             | 282.488       | 33,57         | 10            |
| Progressisti                             | Partito Socialista Italiano              | 29.181        | 3,45          | -             | 282.488       | 33,57         | 10            |
| Progressisti                             | Federazione dei Verdi                    | 25.519        | 3,02          | -             | 282.488       | 33,57         | 10            |
| Progressisti                             | La Rete                                  | 18.018        | 2,13          | -             | 282.488       | 33,57         | 10            |
| Alleanza Nazionale                       | Alleanza Nazionale                       | 175.748       | 20,80         | 1             | 202.517       | 24,06         | 1             |
| Forza Italia-CCD-UDC                     | Forza Italia                             | 150.081       | 17,76         | 1             | 187.348       | 22,26         | -             |
| Patto per l'Italia                       | Partito Popolare Italiano                | 129.771       | 15,36         | 1             | 146.077       | 17,36         | -             |
| Lista Pannella - Riformatori             | Lista Pannella - Riformatori             | 71.895        | 8,51          | -             | N.D.          | N.D.          | N.D.          |
| Alleanza Municipalità                    | Alleanza Municipalità                    | 7.432         | 0,88          | -             | 10.065        | 1,20          | -             |
| Socialdemocrazia per le Libertà          | Socialdemocrazia per le Libertà          | 4.655         | 0,55          | -             | N.D.          | N.D.          | N.D.          |
| Socialisti Liberali Democratici Popolari | Socialisti Liberali Democratici Popolari | N.D.          | N.D.          | N.D.          | 5.240         | 0,62          | -             |
| Liberali                                 | Liberali                                 | N.D.          | N.D.          | N.D.          | 3.826         | 0,45          | -             |
| Insieme per Cambiare                     | Insieme per Cambiare                     | N.D.          | N.D.          | N.D.          | 2.465         | 0,29          | -             |
| Abruzzo Liberal Socialista               | Abruzzo Liberal Socialista               | N.D.          | N.D.          | N.D.          | 1.553         | 0,18          | -             |
| Totale                                   | Totale                                   | 845.010       |               | 3             | 841.579       |               | 11            |

### Circoscrizione Molise
| Coalizioni                      | Liste                                | Proporzionale | Proporzionale | Proporzionale | Maggioritario | Maggioritario | Maggioritario |
| Coalizioni                      | Liste                                | Voti          | %             | Seggi         | Voti          | %             | Seggi         |
| ------------------------------- | ------------------------------------ | ------------- | ------------- | ------------- | ------------- | ------------- | ------------- |
| Polo del Buon Governo           | Alleanza Nazionale                   | 38.607        | 19,13         | -             | 65.651        | 32,27         | 2             |
| Polo del Buon Governo           | Forza Italia                         | 31.016        | 15,37         | -             | 65.651        | 32,27         | 2             |
| Progressisti                    | Partito Democratico della Sinistra   | 35.232        | 17,46         | -             | 63.837        | 31,38         | 1             |
| Progressisti                    | Partito della Rifondazione Comunista | 11.107        | 5,50          | -             | 63.837        | 31,38         | 1             |
| Progressisti                    | Federazione dei Verdi                | 5.371         | 2,66          | -             | 63.837        | 31,38         | 1             |
| Progressisti                    | Partito Socialista Italiano          | 5.172         | 2,56          | -             | 63.837        | 31,38         | 1             |
| Progressisti                    | La Rete                              | 4.452         | 2,21          | -             | 63.837        | 31,38         | 1             |
| Progressisti                    | Alleanza Democratica                 | 2.942         | 1,46          | -             | 63.837        | 31,38         | 1             |
| Patto per l'Italia              | Partito Popolare Italiano            | 31.934        | 15,83         | 1             | 28.747        | 14,13         | -             |
| Patto per l'Italia              | Patto Segni                          | 10.255        | 5,08          | -             | 28.747        | 14,13         | -             |
| Socialdemocrazia per le Libertà | Socialdemocrazia per le Libertà      | 9.228         | 4,57          | -             | 10.938        | 5,38          | -             |
| Movimento Cattolico Democratico | Movimento Cattolico Democratico      | 8.348         | 4,14          | -             | 8.329         | 4,09          | -             |
| Partito Popolare Progressista   | Partito Popolare Progressista        | 4.554         | 2,26          | -             | 7.874         | 3,87          | -             |
| Centro Cristiano Democratico    | Centro Cristiano Democratico         | 2.646         | 1,31          | -             | 10.772        | 5,30          | -             |
| Rinnovamento                    | Rinnovamento                         | 920           | 0,46          | -             | 1.150         | 0,57          | -             |
| Unità per l'Italia Molise       | Unità per l'Italia Molise            | N.D.          | N.D.          | N.D.          | 6.137         | 3,02          | -             |
| Totale                          | Totale                               | 201.784       |               | 1             | 203.435       |               | 3             |

### Circoscrizione Campania 1
| Coalizioni                      | Liste                                | Proporzionale | Proporzionale | Proporzionale | Maggioritario | Maggioritario | Maggioritario |
| Coalizioni                      | Liste                                | Voti          | %             | Seggi         | Voti          | %             | Seggi         |
| ------------------------------- | ------------------------------------ | ------------- | ------------- | ------------- | ------------- | ------------- | ------------- |
| Polo del Buon Governo           | Forza Italia                         | 345.383       | 19,96         | 2             | 653.765       | 37,62         | 10            |
| Polo del Buon Governo           | Alleanza Nazionale                   | 329.923       | 19,06         | 2             | 653.765       | 37,62         | 10            |
| Progressisti                    | Partito Democratico della Sinistra   | 401.948       | 23,22         | 2             | 693.174       | 39,89         | 15            |
| Progressisti                    | Partito della Rifondazione Comunista | 142.427       | 8,23          | -             | 693.174       | 39,89         | 15            |
| Progressisti                    | Federazione dei Verdi                | 71.025        | 4,10          | -             | 693.174       | 39,89         | 15            |
| Progressisti                    | Partito Socialista Italiano          | 39.825        | 2,30          | -             | 693.174       | 39,89         | 15            |
| Progressisti                    | Alleanza Democratica                 | 25.659        | 1,48          | -             | 693.174       | 39,89         | 15            |
| Progressisti                    | La Rete                              | 21.765        | 1,26          | -             | 693.174       | 39,89         | 15            |
| Patto per l'Italia              | Partito Popolare Italiano            | 115.474       | 6,67          | 1             | 213.661       | 12,30         |               |
| Patto per l'Italia              | Patto Segni                          | 90.051        | 5,20          | 1             | 213.661       | 12,30         |               |
| Lista Pannella - Riformatori    | Lista Pannella - Riformatori         | 67.897        | 3,92          | -             | 39.065        | 2,25          | -             |
| Programma Italia                | Programma Italia                     | 35.634        | 2,06          | -             | 33.647        | 1,94          | -             |
| Unione Cristiani e Riformisti   | Unione Cristiani e Riformisti        | 15.844        | 0,92          | -             | 52.136        | 3,00          | -             |
| Rinascita Socialista            | Rinascita Socialista                 | 10.070        | 0,58          | -             | N.D.          | N.D.          | N.D.          |
| L'Arca                          | L'Arca                               | 7.638         | 0,44          | -             | 5.408         | 0,31          | -             |
| Alleanza Meridionale            | Alleanza Meridionale                 | 7.596         | 0,44          | -             | N.D.          | N.D.          | N.D.          |
| Democrazia e Rinnovamento       | Democrazia e Rinnovamento            | 2.576         | 0,15          | -             | N.D.          | N.D.          | N.D.          |
| Unione Democratica              | Unione Democratica                   | N.D.          | N.D.          | N.D.          | 15.875        | 0,91          | -             |
| Unione Democratici Riformisti   | Unione Democratici Riformisti        | N.D.          | N.D.          | N.D.          | 14.487        | 0,83          | -             |
| Solidarietà Democratica         | Solidarietà Democratica              | N.D.          | N.D.          | N.D.          | 4.680         | 0,27          | -             |
| Alleanza Vesuviana              | Alleanza Vesuviana                   | N.D.          | N.D.          | N.D.          | 4.216         | 0,24          | -             |
| XX Ora                          | XX Ora                               | N.D.          | N.D.          | N.D.          | 2.556         | 0,15          | -             |
| Alleanza Popolare               | Alleanza Popolare                    | N.D.          | N.D.          | N.D.          | 2.482         | 0,14          | -             |
| Socialdemocrazia per le Libertà | Socialdemocrazia per le Libertà      | N.D.          | N.D.          | N.D.          | 1.397         | 0,08          | -             |
| Unione Mediterranea             | Unione Mediterranea                  | N.D.          | N.D.          | N.D.          | 1.084         | 0,06          | -             |
| Totale                          | Totale                               | 1.730.735     |               | 8             | 1.737.633     |               | 25            |

### Circoscrizione Campania 2
| Coalizioni                      | Liste                                | Proporzionale | Proporzionale | Proporzionale | Maggioritario | Maggioritario | Maggioritario |
| Coalizioni                      | Liste                                | Voti          | %             | Seggi         | Voti          | %             | Seggi         |
| ------------------------------- | ------------------------------------ | ------------- | ------------- | ------------- | ------------- | ------------- | ------------- |
| Progressisti                    | Partito Democratico della Sinistra   | 240.705       | 15,69         | 1             | 422.007       | 26,68         | 12            |
| Progressisti                    | Partito della Rifondazione Comunista | 83.789        | 5,46          | -             | 422.007       | 26,68         | 12            |
| Progressisti                    | Partito Socialista Italiano          | 59.652        | 3,89          | -             | 422.007       | 26,68         | 12            |
| Progressisti                    | Federazione dei Verdi                | 57.235        | 3,73          | -             | 422.007       | 26,68         | 12            |
| Progressisti                    | Alleanza Democratica                 | 19.708        | 1,28          | -             | 422.007       | 26,68         | 12            |
| Alleanza Nazionale              | Alleanza Nazionale                   | 331.259       | 21,60         | 2             | 343.930       | 21,74         | 6             |
| Forza Italia-CCD-UDC-PLD        | Forza Italia                         | 302.409       | 19,72         | 2             | 313.513       | 19,82         | 1             |
| Patto per l'Italia              | Partito Popolare Italiano            | 198.936       | 12,97         | 1             | 310.908       | 19,66         | 3             |
| Patto per l'Italia              | Patto Segni                          | 96.475        | 6,29          | 1             | 310.908       | 19,66         | 3             |
| Lista Pannella - Riformatori    | Lista Pannella - Riformatori         | 49.393        | 3,22          | -             | 26.632        | 1,68          | -             |
| Unità Popolare                  | Unità Popolare                       | 36.343        | 2,37          | -             | 53.167        | 3,36          | -             |
| Socialdemocrazia per le Libertà | Socialdemocrazia per le Libertà      | 21.900        | 1,43          | -             | 23.007        | 1,45          | -             |
| Unione Democratica Italiana     | Unione Democratica Italiana          | 20.227        | 1,32          | -             | 57.049        | 3,61          | -             |
| Riformisti Irpini               | Riformisti Irpini                    | 8.338         | 0,54          | -             | 18.240        | 1,15          | -             |
| Alleanza Meridionale            | Alleanza Meridionale                 | 7.397         | 0,48          | -             | N.D.          | N.D.          | N.D.          |
| La Nostra Terra                 | La Nostra Terra                      | N.D.          | N.D.          | N.D.          | 9.905         | 0,63          | -             |
| Unione Mediterranea             | Unione Mediterranea                  | N.D.          | N.D.          | N.D.          | 2.001         | 0,13          | -             |
| Movimento Cristiano Europeo     | Movimento Cristiano Europeo          | N.D.          | N.D.          | N.D.          | 1.312         | 0,08          | -             |
| Totale                          | Totale                               | 1.533.766     |               | 7             | 1.581.671     |               | 22            |

### Circoscrizione Puglia
| Coalizioni                      | Liste                                | Proporzionale | Proporzionale | Proporzionale | Maggioritario | Maggioritario | Maggioritario |
| Coalizioni                      | Liste                                | Voti          | %             | Seggi         | Voti          | %             | Seggi         |
| ------------------------------- | ------------------------------------ | ------------- | ------------- | ------------- | ------------- | ------------- | ------------- |
| Progressisti                    | Partito Democratico della Sinistra   | 471.039       | 19,93         | 3             | 787.459       | 32,42         | 10            |
| Progressisti                    | Partito della Rifondazione Comunista | 165.285       | 6,99          | 2             | 787.459       | 32,42         | 10            |
| Progressisti                    | Federazione dei Verdi                | 72.560        | 3,07          | -             | 787.459       | 32,42         | 10            |
| Progressisti                    | Partito Socialista Italiano          | 65.494        | 2,77          | -             | 787.459       | 32,42         | 10            |
| Progressisti                    | Alleanza Democratica                 | 32.102        | 1,36          | -             | 787.459       | 32,42         | 10            |
| Progressisti                    | La Rete                              | 29.533        | 1,25          | -             | 787.459       | 32,42         | 10            |
| Polo del Buon Governo           | Alleanza Nazionale                   | 649.346       | 27,47         | 1             | 930.019       | 38,29         | 23            |
| Patto per l'Italia              | Partito Popolare Italiano            | 326.785       | 13,82         | 3             | 449.536       | 18,51         | -             |
| Patto per l'Italia              | Patto Segni                          | 164.910       | 6,98          | 1             | 449.536       | 18,51         | -             |
| Programma Italia                | Programma Italia                     | 115.694       | 4,89          | -             | 36.800        | 1,52          | -             |
| Lista Pannella - Riformatori    | Lista Pannella - Riformatori         | 110.214       | 4,66          | -             | 38.718        | 1,59          | -             |
| Lega d'Azione Meridionale       | Lega d'Azione Meridionale            | 59.873        | 2,53          | -             | 46.820        | 1,93          | 1             |
| Socialdemocrazia per le Libertà | Socialdemocrazia per le Libertà      | 39.006        | 1,65          | -             | 27.395        | 1,13          | -             |
| Alleanza Popolare               | Alleanza Popolare                    | 12.827        | 0,54          | -             | 6.635         | 0,27          | -             |
| Rinascita Salentina             | Rinascita Salentina                  | 11.479        | 0,49          | -             | 17.911        | 0,74          | -             |
| Solidarietà e Progresso         | Solidarietà e Progresso              | 10.310        | 0,44          | -             | 14.398        | 0,59          | -             |
| Democrazia e Solidarietà        | Democrazia e Solidarietà             | 9.546         | 0,40          | -             | 13.896        | 0,57          | -             |
| Unione Popolare                 | Unione Popolare                      | 7.673         | 0,32          | -             | 10.548        | 0,43          | -             |
| Utopia                          | Utopia                               | 6.951         | 0,29          | -             | 3.224         | 0,13          | -             |
| Alleanza di Programma           | Alleanza di Programma                | 3.388         | 0,14          | -             | 580           | 0,02          | -             |
| Progetto Democratico            | Progetto Democratico                 | N.D.          | N.D.          | N.D.          | 11.134        | 0,46          | -             |
| Alleanza Jonica                 | Alleanza Jonica                      | N.D.          | N.D.          | N.D.          | 9.738         | 0,40          | -             |
| Unione Democratici Riformisti   | Unione Democratici Riformisti        | N.D.          | N.D.          | N.D.          | 6.179         | 0,25          | -             |
| Nuova Capitanata                | Nuova Capitanata                     | N.D.          | N.D.          | N.D.          | 5.822         | 0,24          | -             |
| Liberali                        | Liberali                             | N.D.          | N.D.          | N.D.          | 4.370         | 0,18          | -             |
| Movimento Garganico             | Movimento Garganico                  | N.D.          | N.D.          | N.D.          | 2.450         | 0,10          | -             |
| Viva Zapata                     | Viva Zapata                          | N.D.          | N.D.          | N.D.          | 2.024         | 0,08          | -             |
| Democrazia Sociale              | Democrazia Sociale                   | N.D.          | N.D.          | N.D.          | 1.941         | 0,08          | -             |
| Puglia Nostra                   | Puglia Nostra                        | N.D.          | N.D.          | N.D.          | 1.341         | 0,06          | -             |
| Totale                          | Totale                               | 2.364.015     |               | 10            | 2.428.938     |               | 34            |

### Circoscrizione Basilicata
| Coalizioni                      | Liste                                | Proporzionale | Proporzionale | Proporzionale | Maggioritario | Maggioritario | Maggioritario |
| Coalizioni                      | Liste                                | Voti          | %             | Seggi         | Voti          | %             | Seggi         |
| ------------------------------- | ------------------------------------ | ------------- | ------------- | ------------- | ------------- | ------------- | ------------- |
| Progressisti                    | Partito Democratico della Sinistra   | 81.081        | 23,21         | -             | 138.784       | 40,22         | 4             |
| Progressisti                    | Partito Socialista Italiano          | 29.986        | 8,58          | -             | 138.784       | 40,22         | 4             |
| Progressisti                    | Partito della Rifondazione Comunista | 26.136        | 7,48          | -             | 138.784       | 40,22         | 4             |
| Progressisti                    | La Rete                              | 12.165        | 3,48          | -             | 138.784       | 40,22         | 4             |
| Progressisti                    | Federazione dei Verdi                | 11.153        | 3,19          | -             | 138.784       | 40,22         | 4             |
| Polo del Buon Governo           | Alleanza Nazionale                   | 59.282        | 16,97         | 1             | 114.237       | 33,10         | 1             |
| Polo del Buon Governo           | Forza Italia                         | 40.659        | 11,64         | -             | 114.237       | 33,10         | 1             |
| Patto per l'Italia              | Partito Popolare Italiano            | 68.412        | 19,59         | 1             | 85.930        | 24,90         | -             |
| Socialdemocrazia per le Libertà | Socialdemocrazia per le Libertà      | 10.041        | 2,87          | -             | N.D.          | N.D.          | N.D.          |
| Insieme per Cambiare            | Insieme per Cambiare                 | 4.588         | 1,31          | -             | 3.723         | 1,08          | -             |
| Unione Mediterranea             | Unione Mediterranea                  | 3.064         | 0,88          | -             | 2.407         | 0,70          | -             |
| Autonomia Socialista            | Autonomia Socialista                 | 2.720         | 0,78          | -             | N.D.          | N.D.          | N.D.          |
| Totale                          | Totale                               | 349.287       |               | 2             | 345.081       |               | 5             |

### Circoscrizione Calabria
| Coalizioni                                | Liste                                     | Proporzionale | Proporzionale | Proporzionale | Maggioritario | Maggioritario | Maggioritario |
| Coalizioni                                | Liste                                     | Voti          | %             | Seggi         | Voti          | %             | Seggi         |
| ----------------------------------------- | ----------------------------------------- | ------------- | ------------- | ------------- | ------------- | ------------- | ------------- |
| Polo del Buon Governo                     | Forza Italia                              | 206.984       | 18,96         | 1             | 374.929       | 33,78         | 7             |
| Polo del Buon Governo                     | Alleanza Nazionale                        | 188.181       | 17,24         | 1             | 374.929       | 33,78         | 7             |
| Progressisti                              | Partito Democratico della Sinistra        | 241.909       | 22,16         | 1             | 384.445       | 34,64         | 10            |
| Progressisti                              | Partito della Rifondazione Comunista      | 101.437       | 9,49          | 1             | 384.445       | 34,64         | 10            |
| Progressisti                              | Partito Socialista Italiano               | 42.888        | 3,93          | -             | 384.445       | 34,64         | 10            |
| Progressisti                              | Federazione dei Verdi                     | 20.712        | 1,90          | -             | 384.445       | 34,64         | 10            |
| Progressisti                              | La Rete                                   | 15.569        | 1,43          | -             | 384.445       | 34,64         | 10            |
| Progressisti                              | Alleanza Democratica                      | 14.442        | 1,32          | -             | 384.445       | 34,64         | 10            |
| Patto per l'Italia                        | Partito Popolare Italiano                 | 130.041       | 11,91         | 1             | 223.195       | 20,11         |               |
| Patto per l'Italia                        | Patto Segni                               | 72.331        | 6,63          | 1             | 223.195       | 20,11         |               |
| Socialdemocrazia per le Libertà           | Socialdemocrazia per le Libertà           | 25.290        | 2,32          | -             | 34.421        | 3,10          |               |
| Movimento Meridionale                     | Movimento Meridionale                     | 8.700         | 0,80          | -             | 31.636        | 2,85          | -             |
| Movimento Cristiano Veritas               | Movimento Cristiano Veritas               | 6.404         | 0,59          | -             | 6.514         | 0,59          | -             |
| Unione Mediterranea                       | Unione Mediterranea                       | 6.015         | 0,55          | -             | N.D.          | N.D.          | N.D.          |
| Liberal Democratici Europei               | Liberal Democratici Europei               | 4.633         | 0,42          | -             | 9.304         | 0,84          | -             |
| Movimento Liberaldemocratici e Socialisti | Movimento Liberaldemocratici e Socialisti | 3.429         | 0,31          | -             | N.D.          | N.D.          | N.D.          |
| Idea Città                                | Idea Città                                | 2.695         | 0,95          | -             | 4.466         | 0,40          | -             |
| Movimento Federalista Calabria Libera     | Movimento Federalista Calabria Libera     | N.D.          | N.D.          | N.D.          | 34.387        | 3,10          | -             |
| Per la Calabria                           | Per la Calabria                           | N.D.          | N.D.          | N.D.          | 6.588         | 0,59          | -             |
| Totale                                    | Totale                                    | 1.091.662     |               | 6             | 1.109.885     |               | 17            |

### Circoscrizione Sicilia 1
| Coalizioni                       | Liste                              | Proporzionale | Proporzionale | Proporzionale | Maggioritario | Maggioritario | Maggioritario |
| Coalizioni                       | Liste                              | Voti          | %             | Seggi         | Voti          | %             | Seggi         |
| -------------------------------- | ---------------------------------- | ------------- | ------------- | ------------- | ------------- | ------------- | ------------- |
| Polo del Buon Governo            | Forza Italia                       | 465.117       | 34,85         | 2             | 578.539       | 42,72         | 16            |
| Polo del Buon Governo            | Alleanza Nazionale                 | 147.019       | 11,02         | 1             | 578.539       | 42,72         | 16            |
| Progressisti                     | Partito Democratico della Sinistra | 223.111       | 16,72         | 2             | 461.700       | 34,09         | 4             |
| Progressisti                     | La Rete                            | 162.513       | 12,18         | -             | 461.700       | 34,09         | 4             |
| Progressisti                     | Federazione dei Verdi              | 20.518        | 1,54          | -             | 461.700       | 34,09         | 4             |
| Progressisti                     | Alleanza Democratica               | 12.007        | 0,90          | -             | 461.700       | 34,09         | 4             |
| Patto per l'Italia               | Partito Popolare Italiano          | 118.375       | 8,87          | 1             | 208.710       | 15,41         | -             |
| Patto per l'Italia               | Patto Segni                        | 67.649        | 5,07          | 1             | 208.710       | 15,41         | -             |
| Lista Pannella - Riformatori     | Lista Pannella - Riformatori       | 45.108        | 3,38          | -             | 3.421         | 0,25          | -             |
| Partito Socialista Italiano      | Partito Socialista Italiano        | 40.608        | 3,04          | -             | 39.985        | 2,95          | -             |
| Solidarietà Occupazione Sviluppo | Solidarietà Occupazione Sviluppo   | 19.129        | 1,43          | -             | 25.905        | 1,91          | -             |
| Socialdemocrazia per le Libertà  | Socialdemocrazia per le Libertà    | 9.669         | 0,72          | -             | 9.836         | 0,73          | -             |
| Mediterraneo                     | Mediterraneo                       | 3.867         | 0,29          | -             | 3.207         | 0,24          | -             |
| Iniziativa Democratica           | Iniziativa Democratica             | N.D.          | N.D.          | N.D.          | 8.082         | 0,60          | -             |
| Intesa Democratica               | Intesa Democratica                 | N.D.          | N.D.          | N.D.          | 6.122         | 0,45          | -             |
| Impegno Democratico              | Impegno Democratico                | N.D.          | N.D.          | N.D.          | 3.896         | 0,29          | -             |
| Democrazia e Libertà             | Democrazia e Libertà               | N.D.          | N.D.          | N.D.          | 3.707         | 0,27          | -             |
| Primavera                        | Primavera                          | N.D.          | N.D.          | N.D.          | 1.160         | 0,09          | -             |
| Totale                           | Totale                             | 1.334.690     |               | 7             | 1.354.270     |               | 20            |

### Circoscrizione Sicilia 2
| Coalizioni                                | Liste                                     | Proporzionale | Proporzionale | Proporzionale | Maggioritario | Maggioritario | Maggioritario |
| Coalizioni                                | Liste                                     | Voti          | %             | Seggi         | Voti          | %             | Seggi         |
| ----------------------------------------- | ----------------------------------------- | ------------- | ------------- | ------------- | ------------- | ------------- | ------------- |
| Polo del Buon Governo                     | Forza Italia                              | 478.842       | 32,43         | 2             | 718.535       | 47,72         | 21            |
| Polo del Buon Governo                     | Alleanza Nazionale                        | 246.343       | 16,68         | 1             | 718.535       | 47,72         | 21            |
| Progressisti                              | Partito Democratico della Sinistra        | 239.501       | 16,22         | 2             | 421.414       | 27,99         | -             |
| Progressisti                              | La Rete                                   | 158.225       | 10,71         | -             | 421.414       | 27,99         | -             |
| Patto per l'Italia                        | Partito Popolare Italiano                 | 115.587       | 7,83          | 1             | 243.396       | 16,17         | -             |
| Patto per l'Italia                        | Patto Segni                               | 86.752        | 5,87          | 1             | 243.396       | 16,17         | -             |
| Lista Pannella - Riformatori              | Lista Pannella - Riformatori              | 50.683        | 3,43          | -             | N.D.          | N.D.          | N.D.          |
| Partito Socialista Italiano               | Partito Socialista Italiano               | 38.762        | 2,62          | -             | 31.766        | 2,11          | -             |
| Socialdemocrazia per le Libertà           | Socialdemocrazia per le Libertà           | 14.104        | 0,96          | -             | 6.536         | 0,43          | -             |
| Solidarietà Occupazione Sviluppo          | Solidarietà Occupazione Sviluppo          | 13.524        | 0,92          | -             | 15.808        | 1,05          | -             |
| Lista Franco Greco                        | Lista Franco Greco                        | 10.241        | 0,69          | -             | 12.806        | 0,85          | -             |
| Democrazia Siciliana                      | Democrazia Siciliana                      | 8.584         | 0,58          | -             | 8.542         | 0,57          | -             |
| Movimento Repubblicano                    | Movimento Repubblicano                    | 6.616         | 0,45          | -             | 8.478         | 0,56          | -             |
| Rinascimento Democratico                  | Rinascimento Democratico                  | 5.600         | 0,38          | -             | 2.085         | 0,14          | -             |
| Movimento Popolare Cristiano              | Movimento Popolare Cristiano              | 3.390         | 0,23          | -             | N.D.          | N.D.          | N.D.          |
| Liberi Forti Uniti                        | Liberi Forti Uniti                        | N.D.          | N.D.          | N.D.          | 10.571        | 0,70          | -             |
| Cattolici Socialisti Liberali Democratici | Cattolici Socialisti Liberali Democratici | N.D.          | N.D.          | N.D.          | 9.464         | 0,63          | -             |
| Unione Democratici Riformisti             | Unione Democratici Riformisti             | N.D.          | N.D.          | N.D.          | 7.527         | 0,50          | -             |
| Lista Insieme                             | Lista Insieme                             | N.D.          | N.D.          | N.D.          | 4.889         | 0,32          | -             |
| Liberali                                  | Liberali                                  | N.D.          | N.D.          | N.D.          | 3.773         | 0,25          | -             |
| Totale                                    | Totale                                    | 1.476.754     |               | 7             | 1.505.590     |               | 21            |

### Circoscrizione Sardegna
| Coalizioni                            | Liste                                 | Proporzionale | Proporzionale | Proporzionale | Maggioritario | Maggioritario | Maggioritario |
| Coalizioni                            | Liste                                 | Voti          | %             | Seggi         | Voti          | %             | Seggi         |
| ------------------------------------- | ------------------------------------- | ------------- | ------------- | ------------- | ------------- | ------------- | ------------- |
| Progressisti                          | Partito Democratico della Sinistra    | 228.199       | 19,67         | 1             | 287.775       | 27,93         | 4             |
| Progressisti                          | Partito della Rifondazione Comunista  | 70.813        | 6,10          | -             | 287.775       | 27,93         | 4             |
| Progressisti                          | Partito Socialista Italiano           | 36.651        | 3,16          | -             | 287.775       | 27,93         | 4             |
| Progressisti                          | Alleanza Democratica                  | 26.074        | 2,25          | -             | 287.775       | 27,93         | 4             |
| Progressisti                          | Federazione dei Verdi                 | 24.452        | 2,11          | -             | 287.775       | 27,93         | 4             |
| Polo del Buon Governo                 | Forza Italia                          | 245.630       | 21,17         | 1             | 362.110       | 35,15         | 9             |
| Polo del Buon Governo                 | Alleanza Nazionale                    | 137.874       | 11,88         | -             | 362.110       | 35,15         | 9             |
| Patto per l'Italia                    | Patto Segni                           | 201.810       | 17,39         | 1             | 231.362       | 22,46         | 1             |
| Patto per l'Italia                    | Partito Popolare Italiano             | 114.867       | 9,90          | 1             | 231.362       | 22,46         | 1             |
| Lista Pannella - Riformatori          | Lista Pannella - Riformatori          | 32.926        | 2,84          | -             | 8.392         | 0,81          | -             |
| Partidu Sardu Indipendentista         | Partidu Sardu Indipendentista         | 24.043        | 2,07          | -             | 14.334        | 1,39          | -             |
| La Rete                               | La Rete                               | 7.615         | 0,66          | -             | 17.620        | 1,71          | -             |
| Centro Democratico                    | Centro Democratico                    | 4.911         | 0,42          | -             | 11.055        | 1,07          | -             |
| L'Arca                                | L'Arca                                | 4.415         | 0,38          | -             | N.D.          | N.D.          | N.D.          |
| Azione Autonomistica Arborense        | Azione Autonomistica Arborense        | N.D.          | N.D.          | N.D.          | 7.389         | 0,72          | -             |
| Patto Ogliastra Sarcidano Mandrolisai | Patto Ogliastra Sarcidano Mandrolisai | N.D.          | N.D.          | N.D.          | 5.762         | 0,56          | -             |
| Alleanza Popolare Riforme             | Alleanza Popolare Riforme             | N.D.          | N.D.          | N.D.          | 2.267         | 0,15          | -             |
| Totale                                | Totale                                | 1.160.280     |               | 4             | 1.030.324     |               | 14            |